# 8 Oddział Ochrony Pogranicza
8 Oddział Ochrony Pogranicza– zlikwidowany jeden z oddziałów w strukturze organizacyjnej Wojsk Ochrony Pogranicza pełniący służbę na granicy polsko-czechosłowackiej i granicy polsko-radzieckiej.

## Formowanie i zmiany organizacyjne
8 Oddział Ochrony Pogranicza JW 1923 (Zarządzenie SzSG Nr 0053/Org. z 30 marca 1946)sformowany został przez Krakowski Okręg Wojskowy rozkazem nr 09 dowódcy okręgu – gen. Mikołaja Prus-Więckowskiego, według etatu nr 8/8–C o stanie 1856 wojskowych i 23 pracowników cywilnychz 5 października 1945 w składzie czterech komendantur odcinków i 16 strażnic o stanie 1856 wojskowych i 23 pracowników cywilnych.
8 Oddział miał zostać zorganizowany na bazie 9 i częściowo 8 Dywizji Piechoty. Stany uzupełnić miano żołnierzami rozformowywanej Oficerskiej Szkoły Piechoty nr 3, oraz 14 i 17 Dywizji Piechoty. Miejscem postoju sztabu Oddziału został Przemyśl ul. Basztowa.
W trakcie formowania oddziału nr 8. i 9. WOP przez Krakowski OW, wystąpiły problemy, które generalnie dotyczyły braku żołnierzy, podoficerów i oficerów oraz braków zaopatrzenia wszelkiego rodzaju. Mimo tych trudności dowódca Krakowskiego OW gen. bryg. Mikołaj Prus-Więckowski rozkazał 5 października 1945 rozpocząć formowanie Oddziału WOP nr 8. w Przemyślu na bazie stanów osobowych 9. DP i częściowo 8. DP. Zgodnie z wydanym rozkazem uzupełnieniem stanów osobowych formowanego oddziału miały być stany osobowe także rozformowywanej Szkoły Oficerskiej Piechoty nr 3 oraz stany osobowe 17. i 14. DP.
Bezpośrednim wykonawcą zadania organizacji oddziału była 9. Dywizja Piechoty. Jednakże i tu wystąpiły podobne problemy jak w Poznańskim i Pomorskim OW. Do formowanego oddziału napływały nieliczne grupy żołnierzy, często nieodpowiadający warunkom określonym w rozkazie 0245/Org. Widać to na przykładzie skierowanego przez 9. DP na przełomie października i listopada 1945 kontyngentu osobowego liczącego 726 szeregowców i podoficerów, z którego 202 szeregowców okazało się nieprzydatnych i zostało odesłanych z powrotem do 9. DP. Brakowało też środków transportu, umundurowania a nawet broni. Stąd też termin zakończenia organizacji oddziału na 1 listopada 1945 nie mógł być dotrzymany. Do końca listopada 1945 zdołano zorganizować o niepełnej obsadzie etatowej komendy odcinków, strażnice oraz 4 przejściowe punkty kontrolne (PPK). Powstałe PPK były jednak jedynymi pododdziałami Oddziału WOP nr 8. zorganizowanymi i funkcjonującymi na granicy państwa w końcu 1945. Taki stan organizacyjny Oddziału WOP nr 8. wykluczał przystąpienie do ochrony wyznaczonego odcinka granicy państwa, zwłaszcza że na pograniczu przylegającym do odcinka granicznego oddziału występowało znaczne zagrożenie stanu bezpieczeństwa wynikające z występowania w tych rejonach oddziałów Ukraińskiej Powstańczej Armii (UPA), jak też różnorodnych polskich ugrupowań zbrojnych prowadzących działania wymierzone w powstający aparat administracyjny, mniejsze pododdziały wojskowe i siły bezpieczeństwa MBP. Dlatego też Oddział WOP nr 8. nie będąc w pełni zorganizowany nie podjął bezpośredniej ochrony granicy 1 listopada 1945. W zaistniałej sytuacji dowództwo Krakowskiego OW w listopadzie 1945 utworzyło ze zorganizowanych pododdziałów Oddział WOP nr 8. dwa zgrupowania podporządkowane 8. i 9. DP z zadaniem prowadzenia działań przeciwko występującym ugrupowaniom zbrojnym w rejonach przyległych do odcinka granicy mającego być obsadzonym przez oddział. Ze strażnic 34. i 35. Komendy odcinka WOP powstało pod dowództwem dowódcy Oddziału WOP nr 8. ppłk Jerzego Popka zgrupowanie „Północ”, a ze strażnic 36. i 37. Komendy odcinka WOP pod dowództwem szefa sztabu Oddziału WOP nr 8. mjr. Anatola Korościńskiego zgrupowanie „Południe”. Było więc rzeczą oczywistą, że oddział nr 8. nie jest w stanie wykonywać zadań w ochronie granicy państwa. Biorąc to pod uwagę Departament WOP 11 grudnia 1945 wydał rozkaz, w którym nakazał oddziałowi nie obsadzać wyznaczonych miejsc postoju strażnic a granicę państwa ochraniać wysyłanymi patrolami w sile od drużyny do plutonu z bronią maszynową. Niemniej jednak i ta ograniczona forma ochrony granicy nie była wykonana w grudniu 1945. Ostateczna organizacja oddziału, wraz z częściowym uzupełnieniem stanów osobowych, sprzętu i uzbrojenia nastąpiło w ciągu miesiąca grudnia 1945, niemniej oddział nadal posiadał znaczne braki etatowe dotyczące szczególnie kadry oficerskiej, w specjalnościach związanych z pracą polityczno-wychowawczą, środkami łączności, służby samochodowej, uzbrojenia i zwiadu. Stan zorganizowania oddziału mimo wszystko wobec występującego zagrożenia działalnością przede wszystkim oddziałów UPA nie pozwalał na jednoczesne wyjście zorganizowanych komend odcinków i ich strażnic na wyznaczone odcinki granicy państwa. Dlatego też zorganizowane komendy odcinków przenoszono na wyznaczone odcinki granicy państwa sukcesywnie, w miarę poprawy stanu bezpieczeństwa rejonów przygranicznych poszczególnych odcinków granicy państwa. Mimo podejmowanych prób wyjścia komend odcinków na wyznaczone odcinki granicy próby te były nieudane. Jedynym pododdziałem, który w marcu 1946 podjął służbę na granicy państwa była 35. Komenda Odcinka w Przemyślu, której strażnice (3) w dniach 1–2 marca 1946 przystąpiły do pełnienia służby granicznej. Całkowite objęcie ochroną przydzielonego oddziałowi odcinka granicy południowo-wschodniej nastąpiło dopiero w listopadzie 1948.
Na podstawie rozkazu Nr 0153/Org. Naczelnego Dowódcy WP z 21 września 1946 jednostka została przeformowana w 8 Rzeszowski Oddział WOP.

## Struktura organizacyjna
Stan w 1945:
- Dowódca oddziału
  - Adiutant
- Zastępca ds. polityczno-wychowawczych
  - Wydział polityczno-wychowawczy
- Zastępca ds. liniowych
  - Kierownik służby psów
- Szef sztabu
  - Sztab
- Zastępca ds. wywiadu
  - Wydział wywiadowczy
- Pomocnik ds. gospodarczych
  - Wydział zaopatrzenia materiałowo-technicznego
  - Sekcja kwatermistrzowsko-eksploatacyjna
  - Kompania gospodarcza
- Szef służby inżynieryjnej
- Szef służby samochodowej
- Szef służby chemicznej
- Szef służby sanitarnej
  - Ambulatorium Izba chorych
- Szef służby weterynaryjnej
  - Ambulatorium weterynaryjne
- 34 komenda odcinka – Lubaczów
- 35 komenda odcinka – Przemyśl
- 36 komenda odcinka – Olszanica, Olchowiec, Lesko, Wołkowyja
- 37 komenda odcinka – Baligród
- 6 Przejściowych punktów kontrolnych[m][n]:
  - Lubycza (drogowy)
  - Przemyśl (kolejowy)
  - Medyka (drogowy)
  - Olszanica (kolejowy)
  - Radoszyce (drogowy)
  - Łupków (kolejowy)
- Grupa manewrowa[22] (175 żołnierzy)[o]
- Pluton komendancki.

## Historia oddziału
Z powodu dużego nasycenia terenu oddziałami Ukraińskiej Powstańczej Armii, rozkazem nr 0253 z 11 grudnia 1945 odwołano rozkaz bezpośredniego obsadzenia granicy. Utworzone obsady strażnic zostały ześrodkowane w miejscach postoju komend odcinków. Patrolowały granicę pododdziałami w sile od drużyny do plutonu, wzmocnionymi bronią maszynową.
Pierwszym odcinkiem obsadzonym przez 8 Oddział był odcinek Komendy Odcinka nr 35 w Przemyślu. Całkowite objęcie ochroną granicy państwowej nastąpiło jednak dopiero w październiku 1948.
Oddział ochraniał wschodni odcinek granicy czechosłowackiej oraz południowy granicy radzieckiej, znajdujące się na terenie Bieszczadów, Gór Sanocko-Turczańskich, Pogórza Przemyskiego i Roztocza. Granicami Odcinka były: na zachodzie - punkt styku z 9 Oddziałem Ochrony Pogranicza (szosa Przełęcz nad Roztokami Górnymi-Roztoki Górne-Cisna-Baligród włącznie), na północy - styk z 7 Oddziałem Ochrony Pogranicza (rzeka Sołokija od punktu przecięcia granicy do Tomaszowa Lubelskiego).
Żołnierze Oddziału w dniach od 5 kwietnia do 31 października 1946 wspierali działania Grupy Operacyjnej Rzeszów, walczącej z UPA. Oddział został podzielony na dwie części: Grupa „Północ”, w skład której weszła 34 i 35 komenda odcinka wchodziła w skład 9 Dywizji Piechoty, oraz grupa „Południe”, w składzie 36 i 37 komendy odcinka działała w ramach 8 Dywizji Piechoty.
Ze względu na ustawiczne zagrożenie ze strony nacjonalistów ukraińskich z OUN-UPA strażnice WOP na tym terenie były fortyfikowane (zasieki z drutu kolczastego, stanowiska broni maszynowej, bunkry itp). Żołnierze znajdowali się w stałym pogotowiu bojowym. Nie wolno było im wychodzić pojedynczo lub bez broni. W 1946 liczba żołnierzy wzrosła do 2 tys. Od 1947, po systematycznie malała. Żołnierze 8 Oddziału WOP wzięli czynny udział w walkach z UPA oraz operacji wojskowej "Wisła". Ochraniali także ludność ukraińską przesiedlaną do ZSRR.

## Sąsiednie oddziały Ochrony Pogranicza
- 7 Oddział Ochrony Pogranicza ⇔ 9 Oddział Ochrony Pogranicza[p].

## Dowódcy oddziału
- ppłk Józef Popek[26] (09.1945–20.03.1946)[q][27][28][29]
- mjr Anatol Korościński (03.1945–5.04.1946)[30][31]
- mjr/ppłk Witold Trubny (04.1946–10.1947)[30][8].

## Oficerowie oddziału
- mjr Stanisław Duda[32]
- ppor. Roman Bury[28].

## Przekształcenia
8 Oddział Ochrony Pogranicza → 8 Rzeszowski Oddział WOP → 15 Brygada Ochrony Pogranicza → 26 Brygada WOP → Grupa Manewrowa WOP Przemyśl «» Samodzielny Oddział Zwiadowczy WOP Przemyśl → 26 Oddział WOP → 26 Przemyski Oddział WOP → Bieszczadzka Brygada WOP → Bieszczadzki Oddział SG